# Twardowo (powiat szamotulski)
Twardowo – wieś w Polsce położona w województwie wielkopolskim, w powiecie szamotulskim, w gminie Szamotuły. Wieś wchodzi w skład sołectwa Szczuczyn.
W latach 1975–1998 miejscowość administracyjnie należała do województwa poznańskiego.